# Jim Sampson

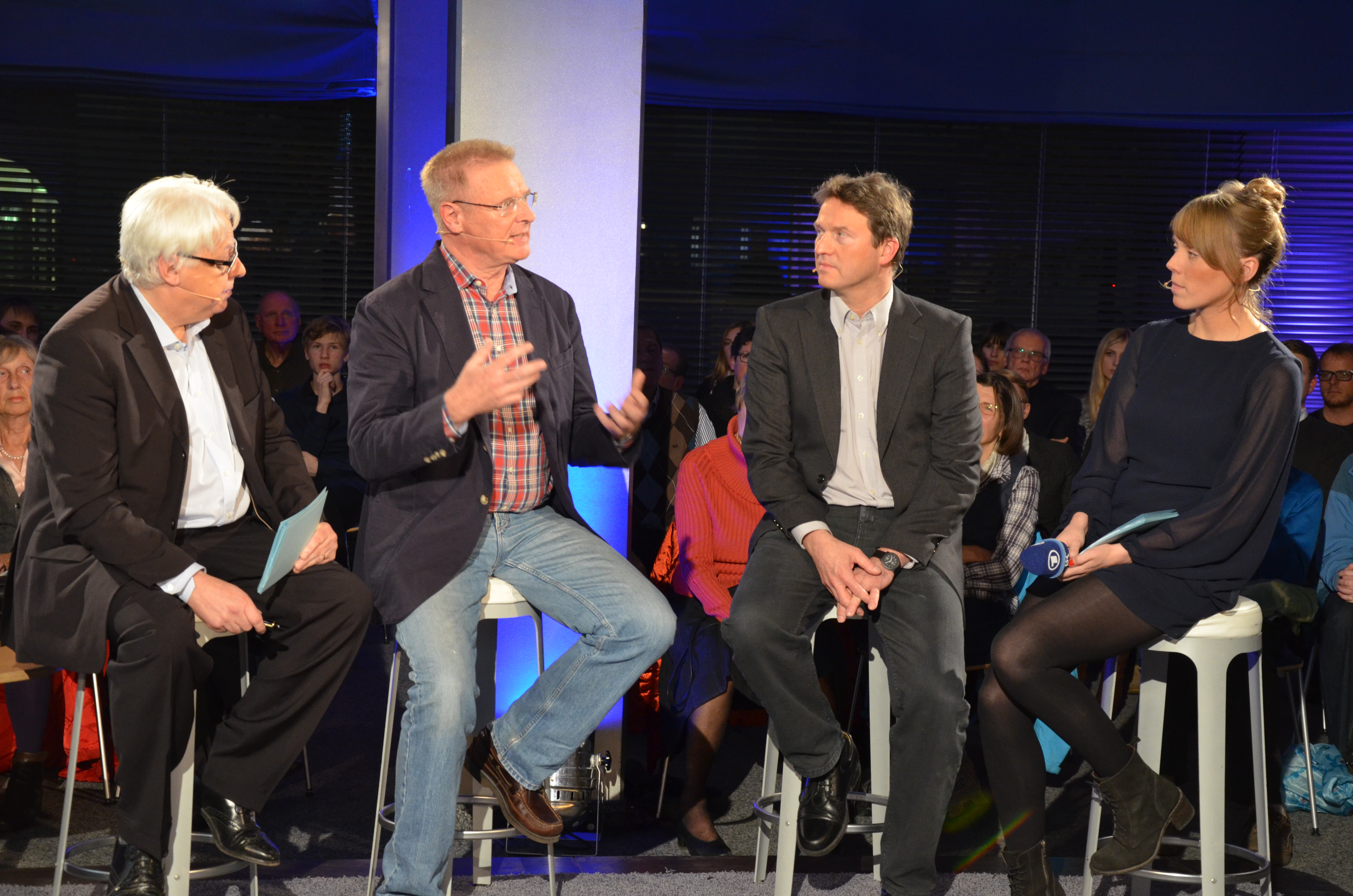
Moderator Klaus Kastan, Jim Sampson, Kennedyexperte Dr. Etges, Moderatorin Christina Wolf (2013)

Jim Sampson (* 26. September 1948 in Boston, Massachusetts) ist ein amerikanischer Hörfunkmoderator, Musikjournalist und Medienexperte. Bekannt wurde er durch seine langjährige Tätigkeit bei AFN, beim ORF und Bayerischen Rundfunk.

## Leben
Sampson begann seine Radiokarriere 1966 während seines Studiums am Beloit College in Wisconsin, wo er als News Director und Classical Music Director beim College-Sender WBCR-FM tätig war. 1970 schloss er sein Studium mit einem Bachelor of Arts in Media/Communication ab. Während seines Wehrdienstes bei der US-Armee in Deutschland begann er 1972 beim American Forces Network (AFN) Munich als Frühmoderator während der Olympischen Sommerspiele 1972 in München. Bis 1976 war er dort aktiv.
Im Anschluss war Sampson als Deutschlandkorrespondent der US-Fachzeitschrift Record Worlds (1976–1981) sowie als News Editor bei Billboard (1981–1986) tätig. Parallel produzierte und moderierte er TV-Dokumentationen für die Deutsche Welle (1980–1986) und arbeitete als Moderator bei Blue Danube Radio des ORF. Zwischen 1987 und 1989 beriet er den Schweizer Rundfunk DRS in Basel und Zürich.
Im April 1979 trat Sampson erstmals beim Bayerischen Rundfunk in Erscheinung, als er Thomas Gottschalk in der Sendung Pop nach acht in Bayern 3 vertrat. Dort entwickelte und moderierte er unter anderem die Formaten Rock 'n Roll Report und Rock Almanach. 1986 moderierte er die zweistündige Samstagssendung Countdown USA. Nach seiner Tätigkeit beim ORF holte Gottschalk ihn 1988 zurück, um ein computergesteuertes Musik-Selektionssystem („Selector“) einzuführen.
Sampson gilt als einer der profiliertesten Musikexperten, war beim Bayerischen Rundfunk lange als Musikkoordinator tätig und unter anderem dort für Konzertveranstaltungen zuständig. Zu seinen prominenten Interviewpartnern zählen Alfred Hitchcock, Leonard Bernstein, Steven Spielberg, Michael Jackson, Mick Jagger, Elton John,  Sting, Whitney Houston, Phil Collins, AC/DC, Queen, ABBA, Eric Clapton, Tina Turner, Freddy Quinn, Herbert Grönemeyer, Die Toten Hosen, James Last, Celine Dion, Genesis und zahlreiche weitere Künstlerinnen und Künstler.
Von 1989 bis 2008 moderierte Sampson wöchentlich montags die Bayern 3-Sendung NightLife. 2003 bis 2013 war Sampson Gastgeber auf BR-Klassik in der Sendung Cinema – Kino für die Ohren, in der Filmmusik im Mittelpunkt stand. Am 12. Juli 2015 moderierte er in Bayern 3 zum letzten Mal die Sendung Kultabend, welche Ende Juli 2015 eingestellt wurde.
Jim Sampson lebt in München und ist durch gelegentliche Moderationen und Auftritte weiterhin mit dem Rundfunk verbunden.